# Chuyến bay 447 của Air France
Chuyến bay 447 của Air France (AF447/AFR447) là một chuyến bay vận chuyển khách quốc tế xuất phát từ Sân bay quốc tế Rio de Janeiro-Galeão ở thành phố Rio de Janeiro, Brasil đến Sân bay Paris-Charles de Gaulle tại Paris, Pháp. Ngày 1 tháng 6 năm 2009, những thông tin sai lệch về áp suất đã dẫn tới tình trạng thất tốc, khiến chiếc máy bay Airbus A330 cắm đầu và rơi xuống Đại Tây Dương vào khoảng 02:14 UTC, làm toàn bộ 228 hành khách và phi hành đoàn thiệt mạng.
Hải quân Brasil đã tiến hành khảo sát và thu thập được những mảnh vỡ đầu tiên cùng 2 thi thể trên đại dương chỉ 5 ngày sau thông báo máy bay mất tích. Tuy nhiên, Ủy ban điều tra và phân tích về An toàn bay (BEA) của Pháp lại cản trở công tác điều tra vì cho rằng không tìm thấy hộp đen của máy bay để kết luận. Phải tới tháng 5 năm 2011, hộp đen mới được tìm thấy ở đáy biển.
Trong báo cáo cuối cùng của BEA được công bố vào buổi họp báo ngày 5 tháng 7 năm 2022, các chuyên gia kết luận những nhiễu động bất chợt trong đo lường tốc độ bay, nhiều khả năng do băng đá làm hỏng hệ thống ống pitot khiến cho hệ thống lái tự động dừng hoạt động. Tổ bay đã phản ứng với tình huống một cách sai lầm, khiến máy bay rơi tự do và không thể ngóc đầu lên được nữa.:79:7. Đây là tại nạn nghiêm trọng nhất trong lịch sử hãng Air France, và cũng là tai nạn hàng không nhiều người chết nhất liên quan tới dòng máy bay Airbus A330.
```
Tai nạn tương tự
```

• Chuyến bay 370 của Malaysia Airlines rơi xuống đại dương nhưng chưa tìm ra nguyên nhân và là vụ tai nạn bí ẩn nhất trong lịch sử hàng không. Chuyến bay sử dụng Boeing 777-200ER
• Chuyến bay 8501 của Indonesia AirAsia rơi xuống biển Java và lỗi phi công. Chuyến bay sử dụng Airbus A320-200

## Thông tin chuyến bay
- Loại máy bay: Airbus A330-203, bay chuyến đầu tiên ngày 25/02/2005. Máy bay được trang bị 2 động cơ General Electric CF6-80E1A3
- Cơ trưởng chuyến bay: Marc Dubois 58 tuổi, gia nhập Air France tháng 02/1988, kinh nghiệm 10.988 giờ bay; trong đó có 6.258 giờ là cơ trưởng và kinh nghiệm 1.700 giờ bay với Airbus A330.
- Cơ phó thứ 1: David Robert 37 tuổi, gia nhập Air France tháng 7/1998, kinh nghiệm 6.547 giờ bay; trong đó 4.479 giờ bay với Airbus A330.
- Cơ phó thứ 2: Pierre-Cédric Bonin 32 tuổi, gia nhập Air France tháng 10/2003, kinh nghiệm 2.936 giờ bay; trong đó 807 giờ bay với Airbus A330.
- 12 thành viên phi hành đoàn gồm 11 người Pháp và 1 người Brazil.
- Máy bay cất cánh ở Sân bay quốc tế Rio de Janeiro-Galeão, thành phố Rio de Janeiro, Brasil lúc 22:29 UTC ngày 31/5/2009, dự kiến hạ cánh tại Sân bay Paris-Charles de Gaulle tại Paris, Pháp.
- Máy bay biến mất khỏi màn hình radar Brazil lúc 01/06/2009 01:49 UTC.

## Diễn biến vụ tai nạn
- 01/6/2009 01:36 UTC, máy bay đi vào khu vực thời tiết xấu của một cơn giông nhiệt đới. Trong khi các chuyến bay khác đi cùng lộ trình thay đổi hướng để tránh thời tiết xấu, tổ phi công trên chiếc AF447 không làm vậy. Vì nhiệt độ bên ngoài cao hơn dự báo và máy bay vẫn nặng do còn đầy xăng, nó không thể bay cao hơn để tránh tác động của thời tiết.
- Khoảng 02:00, cơ phó David Robert quay lại buồng lái, cơ trưởng Marc Dubois đứng dậy nhường ghế cho Robert; nhưng vẫn để cho cơ phó Bonin điều khiển chuyến bay mặc dù Bonin có kinh nghiệm ít hơn Robert.
- 02:02, cơ trưởng đi ngủ.
- 02:05, Robert gọi cho tiếp viên để thông báo với hành khách rằng máy bay sắp đi vào vùng thời tiết xấu.
- 02:06:50, 2 phi công bật hệ thống chống băng vì đang đi qua vùng thời tiết xấu.
- 02:07:00, Robert phát hiện hệ thống radar thời tiết chưa được chỉnh đúng chế độ. Sau khi chỉnh lại, anh phát hiện ra máy bay đang đi thẳng vào khu vực nhiễu động mạnh.
- 02:08:07, cảm biến tốc độ bị đóng băng, còi báo động kêu trong 2,2 giây, chế độ lái tự động bị ngắt, cảnh báo thất tốc vang lên (thực tế đây là cảnh báo không chính xác).
- 02:10:07, Bonin kéo cần lái về phía sau để ngóc đầu máy bay, đưa máy bay lên cao hơn - điều không thể vì nhiệt độ cao bên ngoài; mặc dù trước đó 2 phi công đã thảo luận về việc nhiệt độ cao làm máy bay không thể bay cao hơn.
- Vì lúc này máy bay được điều khiển ngóc đầu lên, vận tốc bị giảm, lực nâng bị giảm đột ngột.
- Trong tình huống này, lẽ ra các phi công phải đẩy cần lái về phía trước để hạ máy bay xuống và lấy lại tốc độ, nhưng họ lại làm ngược lại. Có lẽ 2 phi công nghĩ rằng thời tiết xấu phía dưới nguy hiểm hơn phía trên, và vì hệ thống Flight Director yêu cầu phải làm thế.
- 02:10:16, máy bay đang leo cao với tốc độ 7.000 feet/phút và mất dần tốc độ.
- 02:10:27, Robert bảo Bonin hạ độ cao xuống, vì có cảnh báo máy bay đang lên quá cao.
- 02:10:35, nhờ hệ thống chống đóng băng, một trong 2 cảm biến vận tốc hoạt động trở lại.
- 02:10:41, Robert nhận ra tình huống khẩn cấp, nhấn nút gọi cơ trưởng; lúc này Bonin vẫn đang kéo cần lái về phía sau.
- Trong tình huống bình thường, hệ thống của máy bay sẽ không chuyển bất cứ điều khiển nào của phi công làm máy bay có nguy cơ bị thất tốc. Nhưng lúc này máy bay đang trong trạng thái lái thủ công, các hạn chế bị hủy bỏ.
Các chuyên gia hàng không cho rằng, Bonin chưa từng được học lái thủ công trong những tình huống như vậy; anh ta nghĩ rằng hệ thống cảnh báo lầm, vì không biết rằng các hạn chế đã bị hủy bỏ.
- 02:10:55, cảm biến tốc độ còn lại hoạt động trở lại. Lúc này mọi hệ thống trên máy bay làm việc bình thường, cảnh báo của hệ thống là chính xác.
- Cảnh báo thất tốc được vang lên 75 lần, nhưng cả hai phi công đều bỏ qua.
- Lúc này, Bonin vẫn hành động như đang trên mặt đất, đó là nâng mũi máy bay và cố đạt đến vận tốc như lúc cất cánh. Nhưng lúc này máy bay đang ở độ cao 12 km so với mực nước biển, không khí loãng và động cơ tạo ra ít lực đẩy hơn, do đó lực nâng ít hơn.
- 02:11:21, Robert vẫn không hề biết rằng Bonin đang kéo cần lái xuống. Vì 2 cần lái của Airbus là bất đồng bộ, hoạt động độc lập; khi 1 phi công kéo cần lái, phi công còn lại không cảm thấy gì cả.
- 02:11:43, cơ trưởng quay trở lại.
- 02:11:47, máy bay đang rơi xuống với vận tốc đứng 3 km/phút, góc xuống 41 độ.
- Cơ trưởng vẫn ngồi sau, không hề cầm lái, và không hề biết cần lái đang được kéo xuống. Có lẽ cơ trưởng không muốn tình hình thêm tồi tệ bằng cách buộc 1 trong 2 phi công đứng dậy nhường ghế.
- 02:12:15, các phi công nhận ra rằng máy bay đang hạ độ cao rất nhanh, Robert đẩy cần lái để hạ mũi xuống, nhưng vẫn bị bù trừ với hành động kéo cần lái của Bonin, mũi máy bay vẫn hướng lên.
- 02:13:43, Robert giành quyền điều khiển, hạ mũi máy bay xuống, nhưng vẫn rớt rất nhanh, chỉ còn 600m, và không còn đủ thời gian tăng tốc bằng cách chúc mũi máy bay xuống. Bonin không hề thông báo, giành lại điều khiển, kéo cần lái về hết mức.
- 02:15: máy bay rơi xuống biển.

## Thông tin sau vụ tai nạn
- Sáng ngày 2 tháng 6 năm 2009, các máy bay Không lực Brasil đã phát hiện các mảnh vỡ ở đại dương[10]. Tuy nhiên, Không quân Brasil khẳng định đó không phải là xác chiếc máy bay bị nạn, vết dầu loang ở khu vực cũng không phải là vết dầu chảy ra từ chiếc máy bay bị rơi[11]. Pháp đã phái tàu tìm kiếm Pourquoi Pas?, có trang bị hai tàu ngầm mini có thể lặn tới độ sâu 6.000 m [12], để tiến hành tìm kiếm dưới đáy biển, tại khu vực máy bay bị rơi, có thể sâu tới 4.700 m[13].
- Ngày 6/6/2009, người ta đã phát hiện thi thể hành khách của phi cơ Air France: Lực lượng tìm kiếm Brasil vớt được hai thi thể và một vali chứa vé của chuyến bay 447 trên Đại Tây Dương, gần nơi chiếc Airbus A330 được cho là gặp nạn.[14]. Sang ngày 7/6/2009, Không quân Brasil đã tìm thêm được 3 thi thể trong chuyến bay này.[15]
- Ngày 3 tháng 4 năm 2011, nhiều mảnh vỡ lớn từ chuyến bay 447 của Air France được tìm thấy, sau khi biến mất trước đó tại Đại Tây Dương năm 2009.
- Ngày 01/5/2011, tức gần 02 năm sau vụ tai nạn, một tàu ngầm tìm thấy hộp đen ghi dữ liệu chuyến bay ở độ sâu 3.900m dưới đáy biển Đại Tây Dương.[16]
- Ngày 04/5/2011, tìm được hộp đen ghi lời thoại của tổ lái (CVR).[17]
- Đến ngày 07/6/2011, đội cứu hộ tìm được 154/228 thi thể nạn nhân chuyến bay.[18]
- Báo cáo cuối cùng, được công bố tại một cuộc họp báo vào ngày 05 tháng 7 năm 2012[19][20] cho rằng máy bay bị rơi sau khi có những thay đổi đột ngột về tốc độ, máy lái tự động bị ngắt kết nối, sau đó phi hành đoàn đã phản ứng không chính xác, đưa máy bay đến một khu xung đột khí động học.[19][21]
- Theo bản ghi âm buồng lái, cơ trưởng cho biết đêm trước đó ông chỉ ngủ được 1 giờ, vì thức suốt đêm trước tại Rio với bạn gái - người cũng có mặt trên chuyến bay.[22] Ông bị quy trách nhiệm vì đã bỏ đi ngủ, để 2 phi công phụ điều khiển trong lúc máy bay đang phải đối mặt với thời tiết xấu.
- Sau vụ tai nạn của AF447, các hãng hàng không đã phải thay đổi nội dung huấn luyện, bắt buộc phi công tập bay thủ công trong toàn bộ chuyến bay, hiểu rõ các tham số trong chế độ lái thủ công, chỉ đích danh ai là người chịu trách nhiệm khi không có mặt cơ trưởng.
- Ngay sau tai nạn, Airbus đã đưa ra một loạt các quy định yêu cầu mọi phi công phải ghi nhớ, trong đó chỉ rõ phải tắt ngay Flight Director khi cảm biến tốc độ hỏng. Airbus cũng gửi một bản hướng dẫn kỹ thuật cho tất cả các hãng hàng không để cảnh báo họ không bao giờ được phép tuân thủ theo hướng dẫn của Flight Director trong những trường hợp tương tự.
- Trong vụ tai nạn, lẽ ra khi mất chế độ lái tự động, các phi công phải kiểm tra các thông số khác: sức đẩy động cơ, độ cao... để đối chiếu; nhưng họ đã không làm vậy. Nếu như những phi công đó không làm gì khi cảm biến tốc độ bị hỏng, máy bay sẽ an toàn. Thay vì phải làm những động tác theo nguyên tắc an toàn bay cơ bản, điều sơ đẳng nhất khi bước vào nghề bay thì họ lại quá tin vào hệ thống bay tự động.

## Chi tiết hành khách và phi hành đoàn
Có 228 người trong máy bay với 3 phi công, 9 tiếp viên hàng không. Có 1 em bé dưới 7 tuổi, 7 trẻ em, 82 nữ giới và 126 nam giới.
Theo một danh sách chính thức do hãng Air France công bố, phần lớn hành khách là người có quốc tịch Brazil và Pháp.
Một danh sách không đầy đủ số người trên máy bay đã được công bố ngày 2/6/2009 và 3/6/2009.

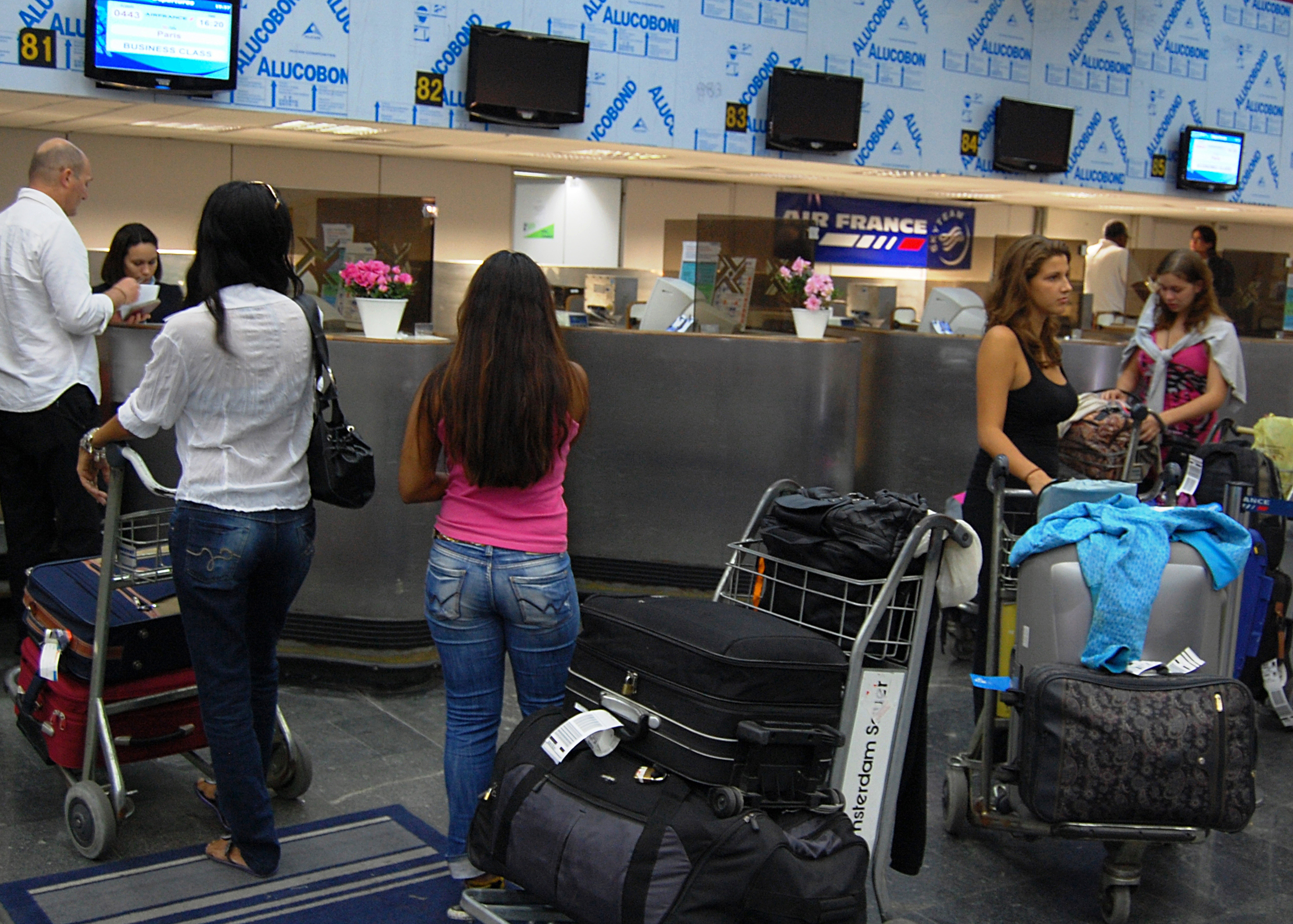
Hành khách của Air France tại quầy thủ tục trong Sân bay quốc tế Rio de Janeiro-Galeão.

| Quốc tịch   | Số khách | Phi hành đoàn | Tổng    |
| ----------- | -------- | ------------- | ------- |
| Pháp        | 61       | 11            | 72      |
| Brasil      | 58 (57)  | 1             | 59 (58) |
| Đức         | 26       | —             | 26      |
| Ý           | 9        | —             | 9       |
| Trung Quốc  | 9        | —             | 9       |
| Thụy Sĩ     | 6        | —             | 6       |
| Liban       | 5        | —             | 5       |
| Anh Quốc    | 5        | —             | 5       |
| Hungary     | 4        | —             | 4       |
| Na Uy       | 3 (4)    | —             | 3 (4)   |
| Ireland     | 3        | —             | 3       |
| Slovakia    | 3        | —             | 3       |
| Maroc       | 2        | —             | 2       |
| Ba Lan      | 2        | —             | 2       |
| Tây Ban Nha | 2        | —             | 2       |
| Bỉ          | 2        | —             | 2       |
| Hoa Kỳ      | 2        | —             | 2       |
| Argentina   | 1        | — (1)         | 1 (2)   |
| Áo          | 1        | —             | 1       |
| Canada      | 1        | —             | 1       |
| Croatia     | 1        | —             | 1       |
| Đan Mạch    | 1        | —             | 1       |
| Estonia     | 1        | —             | 1       |
| Gambia      | 1        | —             | 1       |
| Iceland     | 1        | —             | 1       |
| Hà Lan      | 1 (2)    | —             | 1 (2)   |
| Philippines | 1        | —             | 1       |
| România     | 1        | —             | 1       |
| Nga         | 1        | —             | 1       |
| Thụy Điển   | 1 (3)    | —             | 1 (3)   |
| Nam Phi     | 1        | —             | 1       |
| Hàn Quốc    | (1)      | —             | (1)     |
| Thổ Nhĩ Kỳ  | 1        | —             | 1       |
| Tổng cộng   | 216      | 12            | 228     |